# Carolina Capria
Carolina Capria (Cosenza, 25 luglio 1980) è una scrittrice e sceneggiatrice italiana.

## Biografia
Carolina Capria vive a Milano, dove ha iniziato la propria carriera da autrice per la Magnolia TV, per la quale tra il 2007 e il 2009 è stata ideatrice e sceneggiatrice di episodi per la seconda e terza stagione di Piloti e nel 2011 per la quinta stagione di Camera Café.
Nel 2011 avviene il suo esordio letterario con 4 amici online!, romanzo per ragazzi edito da PIEMME . L’anno successivo nasce il sodalizio letterario con Mariella Martucci, con la quale scrive romanzi per ragazzi e bambini di grande successo. La prima serie che scrivono insieme, La Banda delle Polpette, si compone di 7 volumi pubblicati da Arnoldo Mondadori Editore tra il 2012 e il 2013, e viene tradotta in diversi paesi nel mondo. Nel 2013 pubblica per Mondadori il romanzo per ragazzi Quasi fratelli. Nel 2014 prende vita la seconda collana scritta con Mariella Martucci, Jo Corallina, edita da Mondadori e destinata ai bambini, composta da 6 volumi. Sempre con Mariella Martucci, pubblica nel 2015 il romanzo per ragazzi Tutti per uno – i Moschettieri sono tornati, edito da Mondadori . Nel 2018 la coppia dà vita alla serie per bambini in sei volumi Berry Bees, edita da Fabbri e tradotta in diversi paesi nel mondo, dalla quale nel 2019 viene tratta una serie animata in onda in Italia su Rai Gulp . Pubblica da sola nel 2019 il romanzo La circonferenza di una nuvola, edito da HarperCollins, e il saggio per ragazzi Nel mondo di Piccole donne, edito da DeAgostini . Insieme a Mariella Martucci pubblica nel 2020 La vendetta delle orfanelle maleducate, edito da Marietti Junior.
Nel 2018 crea le pagine su Facebook e Instagram L’ha scritto una femmina, atte a promuovere la letteratura femminile e abbattere pregiudizi e discriminazioni di genere .

## Opere

### Narrativa
- 4 amici online!, Milano, Piemme 2011 ISBN 978-8856618389
- La Banda delle Polpette , 7 volumi, Milano, Mondadori 2012-13, attualmente fuori catalogo (con Mariella Martucci)
- Quasi fratelli, Milano, Mondadori 2013 ISBN 978-8804618157
- Jo Corallina, 6 volumi, Milano, Mondadori 2014 ISBN 978-8804627654 (con Mariella Martucci)
- Tutti per Uno – i Moschettieri sono tornati, Milano, Mondadori 2015 ISBN 978-8804654650 (con Mariella Martucci)
- Berry Bees, 6 volumi, Milano, Fabbri 2018 ISBN 978-8891580344 (con Mariella Martucci)
- La circonferenza di una nuvola, Milano, HarperCollins 2019 ISBN 978-8869054532
- Nel mondo di Piccole donne, Milano, DeAgostini 2019 ISBN 978-8851176365
- La vendetta delle orfanelle maleducate, Milano, Marietti Junior 2020 ISBN 978-8836140015 (con Mariella Martucci)
- Campo di battaglia. Le lotte dei corpi femminili, Milano, Effequ 2021 ISBN 9791280263131
- Maestre. Disobbedire e ascoltare se stesse grazie a cinque scrittrici, Milano, HarperCollins 2025 ISBN 9791259853868

## Filmografia

### Sceneggiatrice
- Piloti (seconda e terza edizione, tra il 2007 e il 2009)
- Camera Café (quinta edizione, 2011)

### Ideatrice
- Berry Bees (2019)